# نیلسن ۹۷۴۴
سیارک ۹۷۴۴ (به انگلیسی: 9744 Nielsen، نامگذاری:1988JW) نه هزار و هفتصد و چهل و چهارمین سیارک کشف شده‌است که در ۹ مه ۱۹۸۸ کشف شد.